# Magnus Hellberg
Magnus Hellberg (* 4. April 1991 in Uppsala) ist ein schwedischer Eishockeytorwart, der seit Juni 2025 beim Djurgårdens IF in der Svenska Hockeyligan unter Vertrag steht. Mit der schwedischen Nationalmannschaft gewann er die Goldmedaille bei der Weltmeisterschaft 2018.

## Karriere
Hellberg verbrachte seine Juniorenzeit im Nachwuchs von Almtuna IS und den Wings HC Arlanda. Für Arlanda debütierte er im Verlauf der Saison 2008/09 in der drittklassigen Division 1. Anschließend zog es den Torwart im Sommer 2009 zu seinem Stammklub nach Almtuna zurück. Dort verbrachte er die Spielzeit 2009/10 in der J20 SuperElit und absolvierte lediglich eine Partie auf Leihbasis für Vallentuna BK in der Division 1. Zur Spielzeit 2010/11 sicherte sicher der Rookie schließlich den Stammplatz im Tor von Almtunas erster Mannschaft in der HockeyAllsvenskan, woraufhin er ein Vertragsangebot des Frölunda HC aus der Elitserien erhielt und zudem im NHL Entry Draft 2011 in der zweiten Runde an 38. Position von den Nashville Predators aus der National Hockey League (NHL) ausgewählt wurde. Er war der erste Torwart, der im Draft dieses Jahres gezogen worden war.

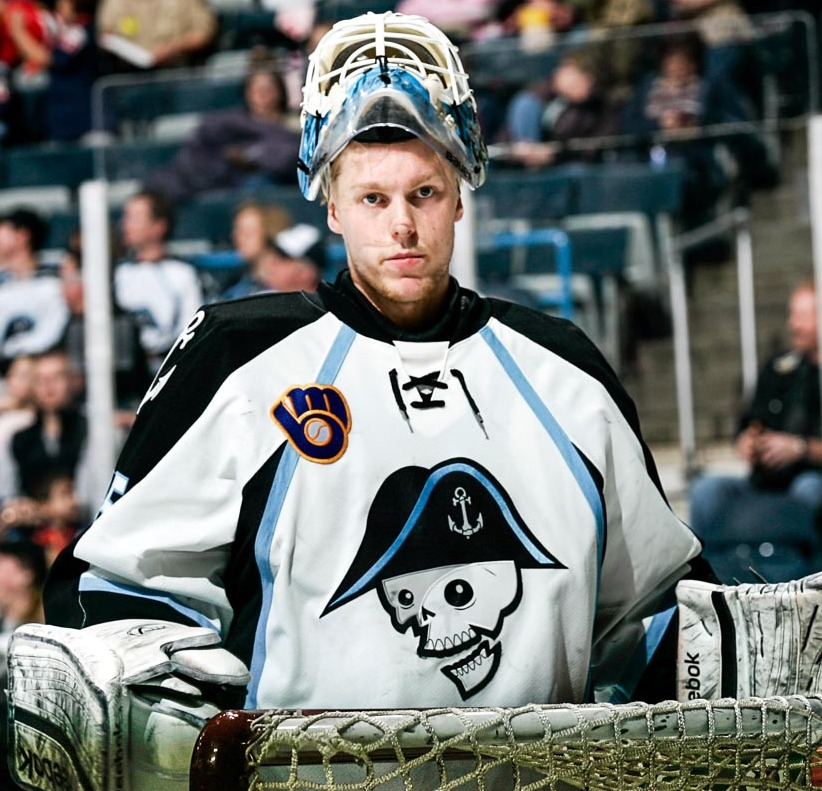
Magnus Hellberg im Trikot der Milwaukee Admirals

Nach einem Jahr bei Frölunda in Göteborg, wo er hinter Frederik Andersen in 17 Spielen als Ersatzmann des Teams fungierte, zog es Hellberg nach Nordamerika. Dort hatte er im Juni 2012 einen Vertrag über drei Jahre unterzeichnet. Im Verlauf der drei Jahre spielte der Schwede hauptsächlich für Nashvilles Farmteam Milwaukee Admirals in der American Hockey League (AHL), kam aber auch zu Einsätzen für die Cincinnati Cyclones in der ECHL. Für die Predators selbst absolvierte er in den Spielzeiten 2013/14 und 2015/16 lediglich zwei Kurzeinsätze über insgesamt 32 Minuten. Nachdem Nashville den auslaufenden Vertrag im Sommer 2015 nicht verlängerte, wechselte der Schlussmann als Free Agent zu den New York Rangers. Dort stand er in der Saison 2016/17 im Kader des Farmteams Hartford Wolf Pack in der AHL. Am 11. April 2017 debütierte Hellberg als Starting Goalie der Rangers gegen die Pittsburgh Penguins, hielt 22 von 24 Schüssen auf sein Tor und erreichte damit seinen ersten Sieg in der NHL.
Im Sommer 2017 wurde Hellberg ein Free Agent und entschied sich mangels Angeboten aus der NHL für ein Engagement in der Kontinentalen Hockey-Liga (KHL), als er einen Einjahresvertrag beim chinesischen Teilnehmer Kunlun Red Star unterschrieb. Bei Red Star zeigte er sehr gute Torhüterleistungen und wurde daher auch für die Olympischen Winterspiele 2018 und die Weltmeisterschaft 2018 nominiert. Anschließend wurde er im Mai 2018 vom SKA Sankt Petersburg verpflichtet, im Gegenzug erhielt Kunlun Red Star eine finanzielle Entschädigung. Für den Klub aus Sankt Petersburg stand der Schwede insgesamt drei Spielzeiten zwischen den Pfosten und nahm während dieser Zeit zweimal am KHL All-Star Game teil. Vor der Saison 2021/22 wechselte Hellberg erneut innerhalb der Liga und schloss sich dem HK Sotschi an, mit dem er allerdings die Playoff-Qualifikation verpasste.
Im April 2022 gaben schließlich die Detroit Red Wings die Verpflichtung des Torwarts bekannt, für die er bis zum Saisonende noch eine NHL-Partie bestritt. Anschließend wechselte er im Juli 2022 als Free Agent zu den Seattle Kraken. Wenige Tage vor dem Saisonstart wurde er im Oktober 2022 jedoch über den Waiver von den Ottawa Senators ausgewählt und absolvierte eine Partie für das kanadische Hauptstadt-Franchise. Einen Monat später kehrte er – ebenfalls über den Waiver – nach Seattle zurück und kam dort ebenso zu einem Einsatz. Anschließend fand sich der Schwede zum dritten Mal innerhalb von zwei Monaten auf dem Waiver wieder und wurde abermals von den Detroit Red Wings verpflichtet. Dort beendete er die Spielzeit und wechselte anschließend als Free Agent zu den Pittsburgh Penguins. Von dort wiederum gelangte er im März 2024 im Tausch für Ludovic Waeber und ein konditionales Siebtrunden-Wahlrecht im NHL Entry Draft 2025 zu den Florida Panthers. Dort beendete er die Saison 2023/24 und wechselte anschließend im August 2024 als Free Agent zu den Dallas Stars. Nachdem diese ihn in der Saison 2024/25 nur in Texas in der AHL eingesetzt hatten, kehrte er im Juni 2025 in seine schwedische Heimat zurück, wo er sich Djurgårdens IF anschloss.

### International
Auf internationaler Ebene sammelte Hellberg bei den Olympischen Winterspielen 2018 im südkoreanischen Pyeongchang erste Erfahrungen mit der schwedischen Nationalmannschaft, blieb dabei jedoch hinter Viktor Fasth und Jhonas Enroth ohne Einsatz. Im Rahmen der Weltmeisterschaft 2018 lief er schließlich erstmals für die Tre Kronor auf und gewann dabei mit dem Team prompt die Goldmedaille. Vier Jahre später gehörte der Torhüter zum Aufgebot bei den Olympischen Winterspielen 2022 in Peking, wo er hinter Lars Johansson zu zwei Einsätzen kam.

## Erfolge und Auszeichnungen
- 2013 AHL-Torwart des Monats Februar
- 2015 Teilnahme am AHL All-Star Classic
- 2018 Teilnahme am KHL All-Star Game
- 2019 Teilnahme am KHL All-Star Game

### International
- 2018 Goldmedaille bei der Weltmeisterschaft

## Karrierestatistik
Stand: Ende der Saison 2024/25

### International
Vertrat Schweden bei:
- Olympischen Winterspielen 2018
- Weltmeisterschaft 2018
- Olympischen Winterspielen 2022
- Weltmeisterschaft 2022

(Legende zur Torhüterstatistik: GP oder Sp = Spiele insgesamt; W oder S = Siege; L oder N = Niederlagen; T oder U oder OT = Unentschieden oder Overtime- bzw. Shootout-Niederlage; Min. = Minuten; SOG oder SaT = Schüsse aufs Tor; GA oder GT = Gegentore; SO = Shutouts; GAA oder GTS = Gegentorschnitt; Sv% oder SVS% = Fangquote; EN = Empty Net Goal; 1 Play-downs/Relegation; Kursiv: Statistik nicht vollständig)